# Stellan Bengtsson (bakteriolog)
Stellan Bengtsson, född 3 juni 1935 i Engelbrekts församling, Stockholm, död 31 januari 1998 i Helga Trefaldighets församling, Uppsala, var en svensk bakteriolog. Han disputerade 1968 vid Uppsala universitet där han senare blev professor i klinisk bakteriologi. Mellan 1993 och 1998 var Bengtsson inspektor vid Stockholms nation i Uppsala.